# 勒塔
勒塔（德語：Rötha，發音：[ˈʁøːta] ⓘ）是德国萨克森州莱比锡县的城市，面积46.16平方千米，2023年12月31日人口为6,605人。